# Embleem van Frans-Polynesië

Het wapen van Frans-Polynesië

Het embleem van Frans-Polynesië, een Frans overzees land (Frans: pays d'outre-mer, of POM) in de zuidelijke Stille Oceaan, staat ook op de vlag van Frans-Polynesië. Het embleem toont een gestileerde Polynesische zeilkano, een traditioneel Tahitiaans en nationaal symbool. Het wordt omringd door een opkomende zon in de bovenste helft en door golven in de onderste. De vijf sterretjes staan voor de vijf archipels: de Genootschapseilanden, de Tuamotuarchipel, de Gambiereilanden, de Australeilanden en de Marquesaseilanden.
Het embleem werd op 23 november 1984 aangenomen door de Vergadering van Frans-Polynesië, tegelijk met de vlag waarin het wapen een centrale plaats inneemt.
Australië · Fiji · Kiribati · Marshalleilanden · Micronesia · Nauru · Nieuw-Zeeland · Oost-Timor · Palau · Papoea-Nieuw-Guinea · Salomonseilanden · Samoa · Tonga · Tuvalu · Vanuatu
Afhankelijke gebieden

Amerikaans-Samoa · Cookeilanden · Frans-Polynesië · Guam · Nieuw-Caledonië · Niue · Norfolk · Noordelijke Marianen · Pitcairn · Tokelau-eilanden · Wallis en Futuna